# Michel de Beaupuy
Armand-Michel Bachelier de Beaupuy (Mussidan, 1757 – Höllental, 1796) è stato un generale francese, fratello del deputato Nicolas Beaupuy.

## Biografia
Nominato comandante del battaglione dei volontari della Dordogna, venne promosso generale di brigata nel 1793. Partecipò all'assedio di Magonza, quindi fu inviato in Vandea con l'esercito di Magonza dove partecipò alla prima guerra di Vandea.
Prese parte alla Virée de Galerne e durante la guerra di Vandea fu ferito una prima volta a Château-Gontier nella battaglia di Entrammes ed una seconda volta nell'assedio di Angers.
Nel 1794, fu mandato all'esercito del Reno, per combattere in Germania, si distinse particolarmente a Gorick e a Forsheim. Comandò le retrovie in occasione della ritirata del generale Moreau nella Foresta Nera e in quell'occasione fu raggiunto da una palla di cannone che lo uccise nella Höllental.